# Musonia sexdentata
Musonia sexdentata es una especie de mantis de la familia Thespidae.

## Distribución geográfica
Se encuentra en Brasil, Ecuador y Perú.